# ゴットフリート1世 (ヴェルダン伯)
ヴェルダン伯ゴットフリート1世（ドイツ語：Gottfried I., フランス語：Godefroid Ier, ? - 1002年）は、ビドガウ伯（在位：959年 - 1002年）、ヴェルダン伯（在位：963年 - 1002年）。捕囚伯（le Captif）、老伯（le Vieux）といわれる。969年、アントウェルペン辺境伯領およびエナメ辺境伯領を手に入れた。また、974年から998年まで、エノー伯およびモンス伯であった。
ゴットフリートはアルデンヌ家の分家アルデンヌ＝ヴェルダン家の祖であった。ザクセン家に常に忠実であったが、同家とは母方の祖母を通して血のつながりがあった。

## 生涯
ゴットフリートはビドガウ伯ゴツェロとオーダ・フォン・メッツの息子であり、ユーグ・カペーに戴冠したランス大司教アダルベロンの兄にあたる。
959年にすでに相続によりビドガウ伯であったが、963年にヴェルダン伯とされた。974年、レニエ4世の失脚後に、ゴットフリートはモンス伯およびヴァラシエンヌ伯アーノルドとともにエノー伯となった。下ロレーヌ公シャルルはレニエ4世を支持し、976年にモンスでゴットフリートとアルノールを破り、ゴットフリートは捕縛された。
解放された後、985年にゴットフリートは神聖ローマ皇帝オットー2世に味方しヴェルダンで西フランク王ロテールと衝突した。しかしゴットフリートは息子フリードリヒとともに再び捕まり、数年間捕囚の身となった。987年に弟アダルベロンと同盟関係にあり、戴冠を行ったユーグ・カペーにより解放された。また、ゴットフリートは、ユーグ・カペーと対立していた下ロレーヌ公シャルルの敵でもあった。
989年、ゴットフリートはヴェルマンドワ伯エルベール3世により三度目に捕囚の身となり、995年より前に解放され、ムッソンの宗教会議に出席した。998年、ゴットフリートはモンス伯領を失い、それはレニエ4世に再び与えられた。

## 家族

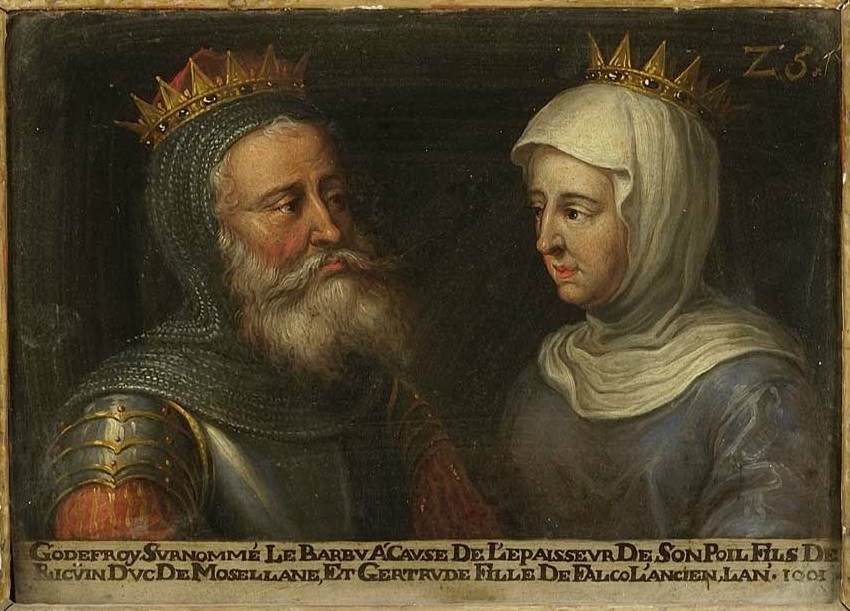
ゴットフリート1世と妃マティルデ・フォン・ザクセン

963年、ザクセン辺境伯ヘルマン・ビルングの娘でフランドル伯ボードゥアン3世の寡婦マティルデと結婚し、以下の子女をもうけた。
- フリードリヒ（970/6年 - 1022年） - ヴェルダン伯[9]
- ゴットフリート2世（965年頃 - 1023年） - 下ロートリンゲン公（1012年 - 1023年）[9]
- アダルベロン（988年没） - ヴェルダン司教（984年 - 988年）[10]
- ヘルマン（1029年没） - ブラバン伯、1022年以降ヴェルダン修道院に隠棲[9]
- ゴツェロ1世（970年頃 - 1044年） - ロートリンゲン公
- イルムガルト（1042年没） - ヴェッテラウ伯オットー（コンラディン家）と結婚
- エルメントルーデ - フロレンヌ領主アーノルド・ド・ルミニー（1010年没）と結婚
- アデラ - ゴディツォ・フォン・アスペルと結婚、娘イルムガルトはノルトマルク辺境伯ロタール1世の息子ベルトルトと結婚